# Jogo de búzios

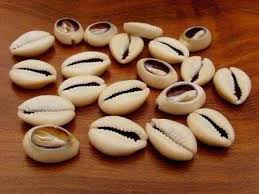
Búzios

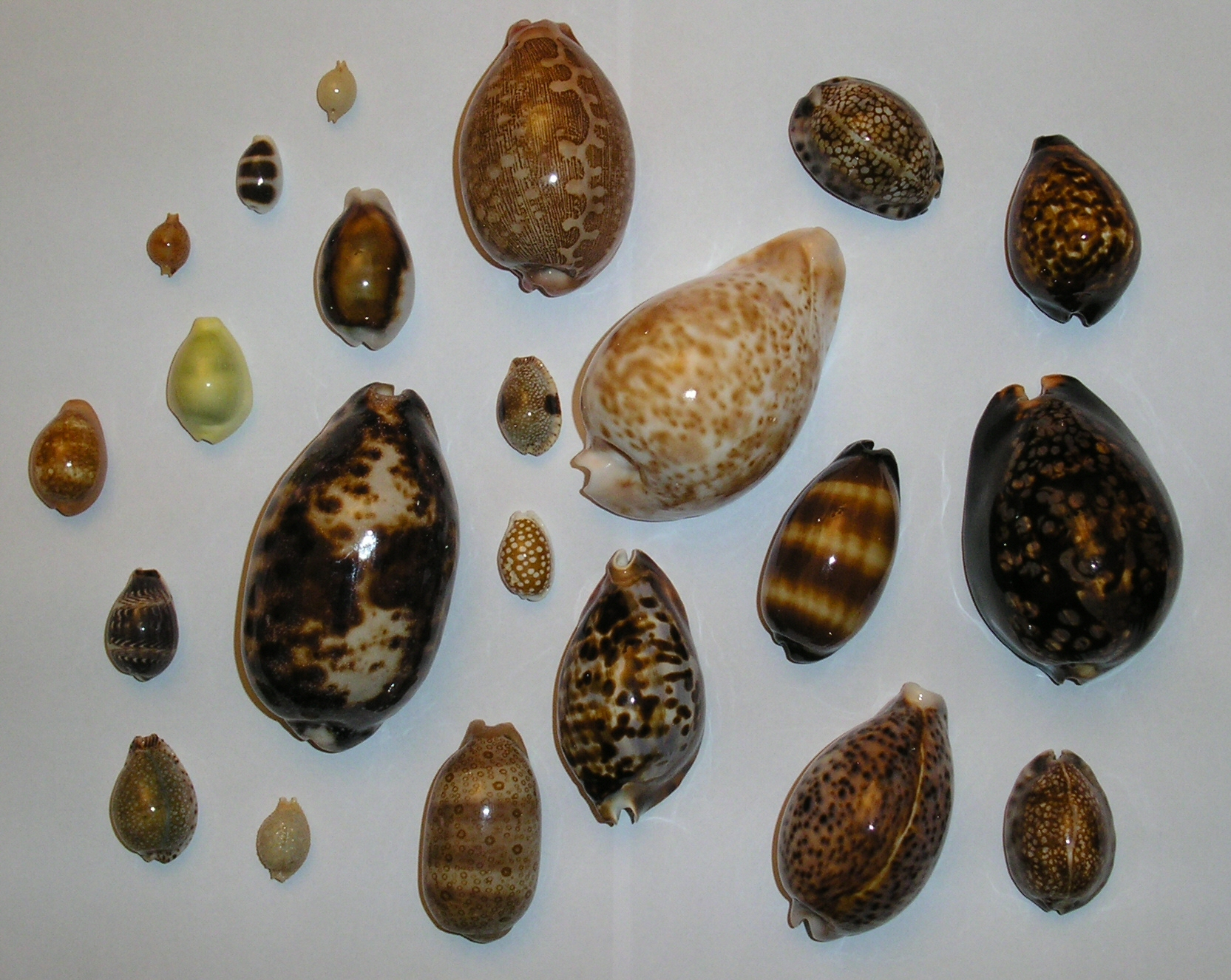
Búzio ou cowri, várias espécies

O jogo de búzios é uma das artes divinatórias utilizado nas religiões tradicionais africanas e nas religiões da diáspora africana instaladas em vários países das Américas. Religiosamente, é conhecido como merindilogum (ou erindilogum), sendo, junto com a noz de cola (obì), o oráculo mais antigo dos Iorubás.
Existem muitos métodos de jogo, o mais comum  consiste no arremesso de um conjunto de 8 ou 16 búzios sobre uma mesa previamente preparada, e na análise da configuração que os búzios adotam ao cair sobre ela. O adivinho, antes reza e saúda todos os Orixás e durante os arremessos, conversa com as divindades e faz-lhes perguntas. Considera-se que as divindades afetam o modo como os búzios se espalham pela mesa, dando assim as respostas às dúvidas que lhes são colocadas.

## Búzios
Búzios são moluscos gastrópodes marinhos (conchas de praia) de vários tamanhos, em forma de fuso. Os búzios têm uma abertura natural fendada, a boca, e uma parte fechada ovalada, as costas. A maioria dos adornos e jogos de búzios são feitos com os búzios abertos, isto, após a retirada de sua parte fechada ovalada, as costas.
Alguns sacerdotes leem os búzios pela parte da fenda natural, e outros pela parte que se abre manualmente, o que gerou a expressão "buzio aberto". Existe muita discussão sobre o que é búzio aberto e búzio fechado. Na opinião de alguns, o lado aberto seria a abertura natural, e segundo outros, o lado aberto é o lado que se abre manualmente. Seja qual for o método, se pela fenda natural, ou pelo lado que se abriu manualmente, o lado considerado "aberto" será sempre positivo, e o lado considerado "fechado", será sempre negativo. Entretanto, as expressões "aberto" e "fechado" parecem ser muito mais da diáspora, do que dos próprios Iorubás.
Na África os búzios (ou cowries) já foram usados como dinheiro, constituindo moeda corrente. Atualmente são utilizados, não apenas na África mas também no Brasil e outros países com presença de religiões afrodescendentes, em adornos aplicados nas roupas dos Orixás formando desenhos; em colares chamados de fio-de-contas onde são colocados como fecho ou como brajá, imitando as escamas de uma cobra; e no jogo de búzios, pelos patricantes das religiões Batuque, Candomblé, Omolocô, Tambor de Mina, Umbanda, Xambá, Xangô do Nordeste, como objetos de comunicação com os orixás e em consultas ao futuro.
A origem dos búzios é médio-oriental, mais precisamente da região da atual Turquia. Penetrou na África junto com as invasões daqueles povos aos africanos. Segundo outras fontes, a concha seria originária das Ilhas Maldivas, no Oceano Índico, tendo sido  introduzido na Africa Ocidental pelos portugueses, onde passou a funcionar como moeda de troca, em substituição à noz de cola.
Adotado pelas mulheres pelo fato de que o opelé-ifá e Opom-ifá (jogos divinatórios originalmente africano) é destinado somente aos homens.
O erindinlogum significa "dezesseis" e, a rigor, a palavra ioruba propriamente dita nada tem a ver com a concha marítima originária das Ilhas Maldivas. Antes da introdução das conchas pelos portugueses, o oráculo erindinlogum já era praticado pelos iorubas através da semente da Noz de Cola. As conchas, por serem mais duráveis, apenas substituíram a Noz de Cola. Por extensão, a palavra erindinlogum virou sinônimo das dezesseis conchas oraculares, mas cabe ressaltar que o método oracular já era praticado com a Noz de Cola.
Ao substituir a Noz de Cola, entrou na vida e na cultura iorubá e enraizou-se tão profundamente que hoje o merindilogum (jogo de búzios) é mais conhecido que o oráculo dos Babalaôs (o Opelé-ifá e Opom-ifá). É também o mais utilizado no Brasil.
No entanto, segundo algumas correntes e crenças, nem todas as pessoas podem ler búzios. Esta prática está destinada apenas a pessoas com uma forte espiritualidade. De forma geral a prática é predestinada às Mães, Pais, ou Filhos de Santo após a obrigação de sete anos e o recebimento dos direitos, autorização e ensinamentos dado pela Mãe ou Pai de santo.

## Métodos de jogo
Além dos búzios pode-se utilizar outros objetos para consulta dos Orixás: Obí, Orobô, Alobaçá (cebola), atarê (pimenta da costa), ossos, vísceras, e outros.
O jogo com quatro búzios, mais utilizado nos rituais para perguntas, normalmente as caídas correspondem às caídas do jogo de Obi
A quantidade de búzios pode variar de acordo com a nação, o mais comum é composto de  16 ou 17 búzios, mas o jogo com 21 búzios também é muito comum. Na tradição do Batuque proveniente do Rio Grande do Sul o mais usual é a utilização de 8 búzios.
Alguns métodos, não se baseiam em caídas por odu como no merindilogum, usam outras configurações e combinações de búzios abertos e fechados dividindo-os em quatro grupos de quatro búzios (que chamam de barracão) e analisam as quatro caídas e a disposição que elas se encontram, nesse tipo de Oráculo não se fala em odu.
Um outro método de jogo é feito com as víceras dos animais oferecidos aos Orixás, e um outro jogo que utiliza ossos de animais unicamente ou em combinação com búzios, em ambos casos também não são orientados por caídas de odu.
Em alguns métodos o olhador (adivinho) senta-se no chão e joga na própria terra, sem toalhas e enfeites como era feito no passado, é um jogo mais simples e rústico.
Podem ser jogados apenas em uma toalha branca numa mesa, ou num círculo formado por fio-de-contas (colares) com vários objetos representativos dos orixás ou numa peneira também com fio-de-contas e objetos. Existem mesas de jogo simples ou sofisticadas, dependendo das posses podem conter até sinetas e objetos de ouro. Jamais deve ser jogado em cima do Opom-Ifá, instrumento próprio do babalaô.
É diferente do (Opelé-Ifá), (Opom-Ifá) que são orientados por caídas de odu,  são apenas utilizados pelos Babalaôs sacerdotes de Orunmilá.
A consideração entre aberto e fechado do búzio também pode variar, a grande maioria dos Babalorixás utiliza a abertura natural do búzio como sendo o lado "aberto", mas várias mulheres no culto do Candomblé, principalmente na Nação de Queto, acostumaram a jogar como "aberto" o lado em que elas "abriam" o búzio, assim a fenda natural sendo o lado "fechado", afirmando que o verdadeiro segredo em um búzio fica guardado em seu estado natural, este é revelado apenas após sua abertura cerimonial arrancando-se esta parte até então fechada, assim vários Babalorixás e Ialorixás que aprenderam por este método fazem esta forma "invertida" de leitura, ao apresentado nas imagens.
A grande verdade é que ao sagrar um formato onde seja considerado aberto/fechado, este sacerdote não mais o inverte e passa aos seus filhos o conhecimento desta forma, assim sendo particular de cada casa o cenário de leitura.
Existe também o método que é dado um significado para cada búzio, sendo a um deles, normalmente o maio, atribuída a qualidade de representante de Deus, e recebe o nome de Oxalá. Os outros falam através dele. Um exemplo: Depois de lançar as pedras do jogo, o bico do búzio maior (Oxalá) vai verificar qual os búzios que caíram em sua direção. Esses que caíram na linha deste búzio que falam no jogo de acordo com a sua característica. Os que caíram atrás do búzio, ou seja, que não estão na frente do bico do búzio, falam pelo passado.